# FK Viktoria Žižkov
FK Viktoria Žižkov (celým názvem: Fotbalový klub Viktoria Žižkov) je český profesionální fotbalový klub, který sídlí v pražském Žižkově. Ve své historii vyhrál jedenkrát československý ligový titul a dvakrát Český pohár. Své domácí zápasy sehrává na stadionu v Seifertově ulici, který má kapacitu 5 600 diváků. Klubové barvy jsou červená, bílá a černá. 
Založen byl v roce 1903 pod názvem SK Viktoria.
V roce 1925 se stal klub zakládajícím členem první profesionální ligy v republice. V počátcích patřil společně se Spartou a Slavii k tomu nejlepšímu v lize a v sezóně 1927/28 získává svůj první a zároveň i poslední titul mistra republiky. Po konci války a nástupu komunistické vlády nastává pro Viktorii období temna, které v letech 1951–1965 vyvrcholilo i násilnou změnou názvu. V tomto období se klub těžko dostává na vyšší pozice a po celou dobu působí pouze v nižších soutěžích. Zlom nastává po konci komunistické nadvlády a následnému založení samostatného státu. V letech 1993–2004 působí nepřetržitě v nejvyšší soutěži, kde obzvláště ke konci tohoto období podává Viktoria slušné výkony. Po sestupu se klub párkrát do nejvyšší soutěže vrací, poslední účast v ní byla v sezóně 2011/12.

## Historie

### Vznik
V pražské čtvrti Žižkov se začal hrát fotbal roku 1897. První kroužky a oddíly se zde začaly organizovat kolem roku 1900. První klub s názvem Viktoria vznikl už tehdy, ale záhy opět zanikl. Kroužek se stejným jménem pak v roce 1903 obnovili členové České obce sokolské Karel Pittl, Josef Friedl a Rudolf Bus. První mužstvo se skládalo převážně ze studentů žižkovských škol. Mezi nejznámější hráče té doby patřili žáci žižkovské reálky Antonín Hušek, Rudolf Klapka a Jaroslav Mysík. Stanovy klubu byly schváleny v roce 1904, čímž se kroužek proměnil v plnoprávný tým Sportovní klub Viktoria. V roce 1906 zaznamenal klub první významný úspěch, vítězství nad Spartou 1:0.

### Období stadionu na Ohradě (1909–1928)
Viktoria neměla dlouho domácí stadion. Až v roce 1909 se klubu podařilo získat pozemky bývalé cyklistické dráhy na Ohradě. 29. září téhož roku zde bylo slavnostně otevřeno nové hřiště. V roce 1911 se členem výboru družstva stala výrazná osobnost, Rudolf Henčl, pozdější předseda klubu. Viktorii se také podařilo poprvé porazit Slavii 1:0. Právě za tímto klubem skončila Viktorka na prvním svazovém mistrovství a Slavii podlehla i ve finále Poháru dobročinnosti 3:4. Stejní soupeři proti sobě stáli ve finále poháru i v letech 1913 a 1914. V obou případech triumfovala Viktoria 2:0 a 1:0. V prvních dvou ročnících ligy obsadil žižkovský tým 3. místo. Největšího úspěchu se Viktoria dočkala v ročníku 1927/28, ve kterém slavila první a zatím jediný mistrovský titul. Následně se tým zúčastnil Středoevropského poháru. Postoupil přes záhřebský klub Gradjanski, v semifinále však byl vyřazen Rapidem Vídeň. V roce 1928 bylo rozhodnuto, že hřiště na Ohradě bude zdemolováno a na jeho místě vyrostou nové byty. Místo pro nový stadion našel tým ve Starých Strašnicích na Třebešíně. Megalomanské plány, které počítaly se stadionem s kapacitou okolo 35 tisíc diváků, však nebyl klub kvůli nedostatku financí schopen realizovat. I po otevření nového stadionu hrávala Viktorie často na hřištích jiných pražských klubů.

### Doba stagnace (1929–1948)
Poslední velký úspěch zaznamenal klub v roce 1929, kdy se stal vicemistrem ligy. Pak následoval pozvolný propad v tabulce zakončený sestupem z první ligy v roce 1934. V roce 1936 se Viktorii sice podařilo probojovat zpět, ale v dalších letech většinou jen bojovala o udržení. To se jí nezdařilo v sezoně 1940/1941, kdy opět sestoupila do divize. Klub potýkající se s finančními problémy se rozhodl vystavět mezi hrací plochou a tribunami klopenou dráhu pro cyklisty. Tento krok však znamenal pro pokladnu klubu další ztráty. Vinnou špatné viditelnosti za brankami výrazně poklesla návštěvnost fotbalových utkání. Do první ligy se Viktoria vrátila znovu po dvou letech a v sezoně 1943/44 obsadila 5. příčku. V obnovené československé lize ale měla opět problémy a v roce 1947 ji čekal znovu sestup.

### Období po roce 1948

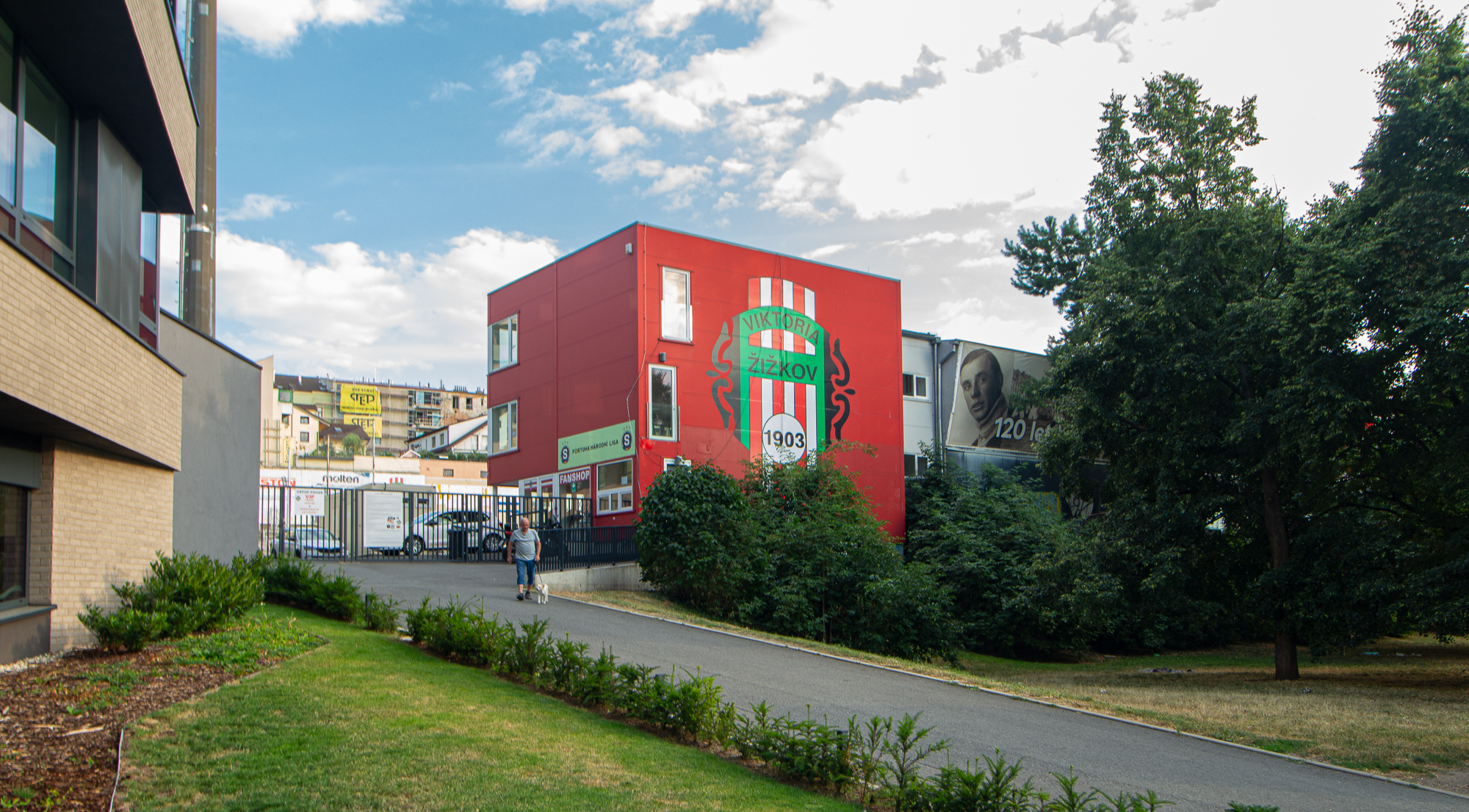
Vstup na stadion FK Viktoria Žižkov

V sezoně 1948/1949 vedla Viktoria po podzimní části divizní tabulku. Po komunistickém převratu však byly dosavadní výsledky anulovány a na jaře se hrálo opět od začátku. Nový režim se rozhodl propojit sportovní celky s průmyslovými podniky, což se pro klub ukázalo být těžkou ránou. Na Žižkově, který byl převážně obytnou čtvrtí, nebyl pro tým vhodný patron. V roce 1952 byl klub konečně přidělen vzdálené Avii Čakovice. Ztráta zázemí však pro klub znamenala prakticky konec. Ve stejném roce vznikl na Žižkově tým se zvláštním jménem Údržba, jež byl následující rok přejmenován na Slavoj Žižkov. Nový klub musel začít hrát od nejnižších soutěží. Teprve v roce 1958 se probojoval do divize, ale hned příští ročník postoupil do 2. ligy. Hráči klubu v té době začali opět nastupovat v tradičních pruhovaných dresech. V roce 1965 se klub konečně přejmenoval zpět na Viktorii Žižkov. Nejblíže návratu do 1. ligy byl klub v roce 1967, kdy vybojoval 2. pozici ve 2. lize. Pak už následovalo období střídavých úspěchů a neúspěchů. Dvakrát se propadla až do divize.

### Éra Vratislava Čekana (1992–1996)
V roce 1992, kdy klubu hrozil bankrot, Viktorii kupuje podnikatel Vratislav Čekan. Ten odkupuje od Slušovic práva na účast v ČMFL a klub posiluje kvalitními hráči. Hned v další sezoně Viktoria snadno postupuje do první ligy. V sezoně 1993/1994 dosáhl tým na osmé místo, ale navíc se mu podařilo zvítězit na pokutové kopy nad Spartou ve finále Českého poháru. V dalším ročníku sahá tým po obhajobě vítězství v poháru. Ve finále však podlehl Hradci Králové také na penalty. V létě 1996 se Čekan dostal do finančních potíží a klub prodal.

### Korupční skandál a současnost (od 1996)

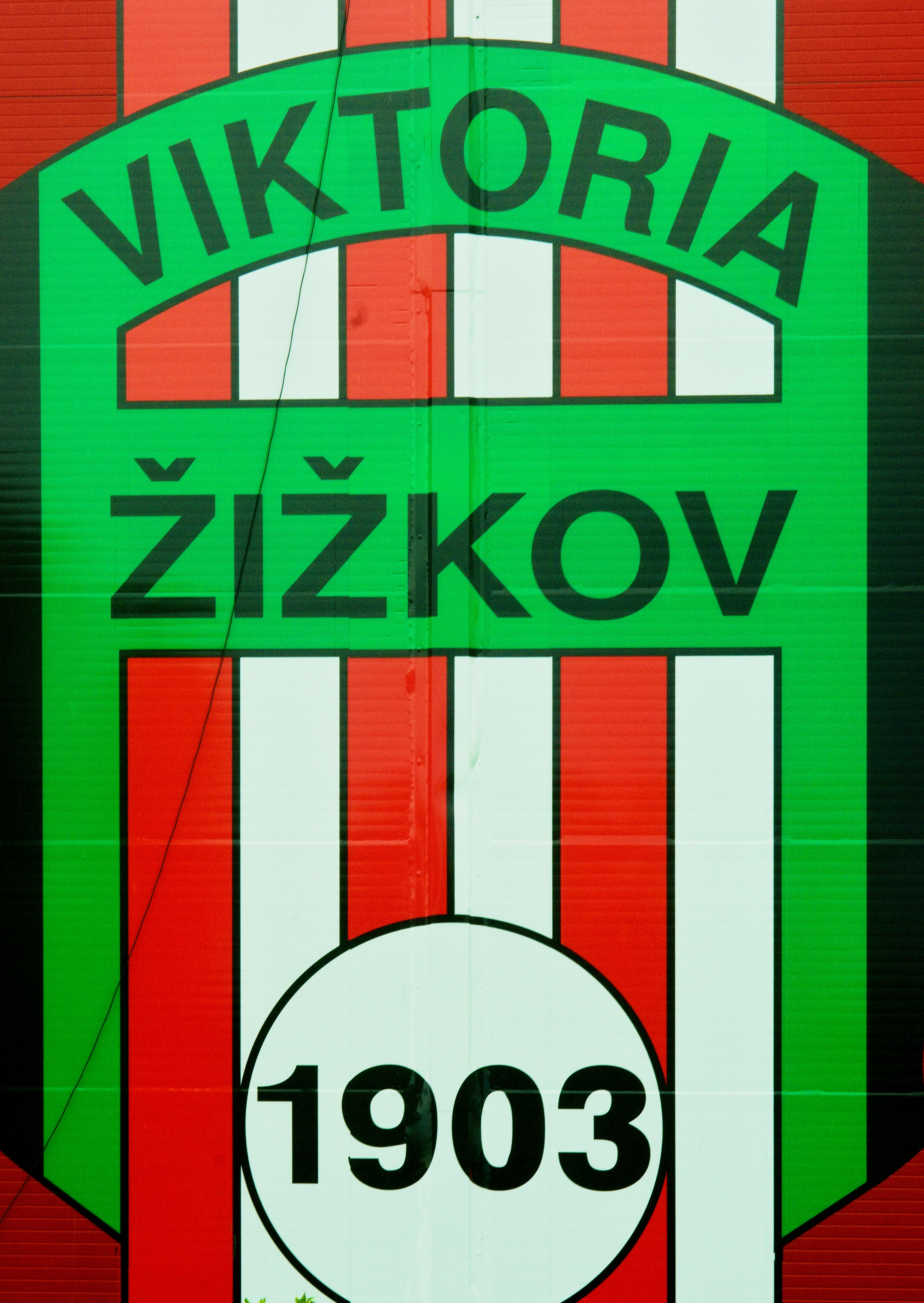
Symbol Viktorie Žižkov na stadionu ze strany náměstí Winstona Churchilla.

Největší novodobé úspěchy i skandály jsou spojeny s působením manažera Ivana Horníka. V sezoně 2000/2001 porazila Viktoria ve finále poháru po prodloužení Spartu 2:1. V ligovém ročníku 2001/02 přišla o titul až v posledních minutách utkání závěrečného kola proti Slavii a nakonec obsadila 3. místo. Stejný úspěch zopakovala i v dalším ročníku. O rok později, v sezóně 2003/04 Viktoria sestoupila do druhé ligy. Následně propukla korupční aféra. Jedním z hlavních aktérů byl manažer Ivan Horník a Viktorii bylo po prokázání úplatků odečteno od startu dalšího ročníku druhé ligy 12 bodů. Spolu s tím přišla i obměna kádru a nové vedení klubu. V sezoně 2007/08 se klub vrátil do nejvyšší soutěže, kde však pobyl jen dva ročníky a sestoupil do 2. nejvyšší soutěže. V ročníku 2010/11 vybojoval klub Gambrinus ligu, ale po roce sestoupil a nadále hrál 2. ligu.
V sezóně 2014/15 vyvrcholilo dlouholeté zadlužení, které mimochodem znamenalo i chvilkový bojkot hráčů kvůli několikaměsíčním nevyplaceným výplatám. Následně se k požadavku o splacení dluhu přihlásila radnice městské části Praha 3, které Viktoria dlužila za nájem stadionu 900 000 korun, s čímž souvisí i pozdější hrozba ztráty vlastního stadionu. I přesto se klubu podařilo skončit na 4. místě, pár bodů od postupu do nejvyšší soutěže. Ovšem 18. června 2015 klub přišel o druholigovou licenci, vedení klubu vše přijalo a následně oznámilo, že musí čekat na majitele klubu a jeho následné rozhodnutí v jaké soutěži bude klub hrát v následující sezóně 2015/16. V této sezóně nakonec hrál ČFL, kde skončil na 3. místě a poté, co první SK Viktorie Jirny odmítly postup a druhé SK Zápy nedostaly licenci, se tak vrátil do 2. ligy.

## Úspěchy A–týmu
| Domácí medaile (3) |
| - Československá nejvyšší fotbalová soutěž (1× vítěz) - – SK Viktoria Žižkov: 1927/28 - – SK Viktoria Žižkov: 1928/29 - – SK Viktoria Žižkov: 1925, 1925/26, 1929/30 - Česká nejvyšší fotbalová soutěž - – FK Viktoria Žižkov: 2001/02, 2002/03 - Český fotbalový pohár (2× vítěz) - – FK Viktoria Žižkov: 1993/94, 2000/01 |
| Menší úspěchy |
| - Perleťový pohár (2× vítěz) - – FK Viktoria Žižkov: 1993, 2009 |

## Historické názvy
Zdroj: 
- 1903 – SK Viktoria Žižkov (prvně název znamenal Sportovní kroužek Viktoria Žižkov, později Sportovní klub Viktoria Žižkov)
- 1950 – Sokol Viktoria Žižkov
- 1951 – Sokol ČSAD Žižkov (Sokol Československá státní automobilová doprava Žižkov)
- 1952 – TJ Slavoj Žižkov (Tělovýchovná jednota Slavoj Žižkov)
- 1965 – TJ Viktoria Žižkov (Tělovýchovná jednota Viktoria Žižkov)
- 1973 – TJ Viktoria Žižkov Strojimport (Tělovýchovná jednota Viktoria Žižkov Strojimport)
- 1982 – TJ Viktoria Žižkov PSO (Tělovýchovná jednota Viktoria Žižkov – Pražská stavební obnova)
- 1992 – FK Viktoria Žižkov, a.s. (Fotbalový klub Viktoria Žižkov, akciová společnost)

## Soupiska
| #  | Pozice | Hráč             |
| -- | ------ | ---------------- |
| 1  | B      | Stefan Jovanoski |
| 2  | O      | Marek Richter    |
| 5  | Ú      | Vojtěch Patka    |
| 7  | Z      | Rudolf Reiter    |
| 8  | Z      | Milan Jirásek    |
| 9  | Ú      | Erik Biegon      |
| 10 | Z      | Dominik Gembický |
| 11 | Ú      | Adam Toula       |
| 12 | Z      | Václav Prošek    |
| 13 | Ú      | Zdeněk Ondrášek  |
| 14 | Z      | Adam Petrák      |
| 15 | Z      | Michael Hönig    |

| #  | Pozice | Hráč                |
| -- | ------ | ------------------- |
| 16 | O      | Ondřej Kúdela       |
| 17 | O      | Daniel Fišl         |
| 18 | Z      | Augusto Batioja     |
| 19 | Ú      | Patrik Brandner     |
| 20 | Z      | Matěj Strnad        |
| 22 | O      | David Klusák        |
| 23 | O      | Martin Nový         |
| 24 | O      | Josef Divíšek       |
| 26 | O      | Václav Janovský     |
| 27 | B      | Jan Sirotník        |
| 33 | O      | Enyiazu Chukwuebuka |
|    | B      | Kristián Řezanina   |

## Umístění v jednotlivých sezonách

### Stručný přehled
Zdroj: 
- 1925: Asociační liga
- 1925–1926: Středočeská 1. liga
- 1927: Kvalifikační soutěž Středočeské 1. ligy
- 1927–1929: Středočeská 1. liga
- 1929–1934: 1. asociační liga
- 1936–1939: Státní liga
- 1939–1941: Národní liga
- 1943–1944: Národní liga
- 1945–1946: Státní liga – sk. B
- 1946–1947: Státní liga
- 1960–1961: 2. liga – sk. B
- 1961–1962: 2. liga – sk. A
- 1962–1963: 2. liga – sk. B
- 1963–1968: 2. liga – sk. A
- 1968–1969: Divize A
- 1969–1974: 3. liga – sk. A
- 1974–1975: 3. liga – sk. B
- 1975–1977: 3. liga – sk. A
- 1977–1979: 1. ČNFL – sk. A
- 1979–1980: Divize A
- 1980–1981: Divize B
- 1981–1983: 2. ČNFL – sk. B
- 1983–1988: 2. ČNFL – sk. A
- 1988–1989: 2. ČNFL – sk. B
- 1989–1990: Divize A
- 1990–1991: Divize B
- 1991–1992: Česká fotbalová liga
- 1992–1993: Českomoravská fotbalová liga
- 1993–2004: 1. liga
- 2004–2007: 2. liga
- 2007–2009: 1. liga
- 2009–2011: 2. liga
- 2011–2012: 1. liga
- 2012–2015: Fotbalová národní liga
- 2015–2016: Česká fotbalová liga
- 2016–2022: Fotbalová národní liga
- 2022–2023: Česká fotbalová liga
- 2023– : Fotbalová národní liga

### Jednotlivé ročníky
Zdroj: 
Legenda: Z - zápasy, V - výhry, R - remízy, P - porážky, VG - vstřelené góly, OG - obdržené góly, +/- - rozdíl skóre, B - body, červené podbarvení - sestup, zelené podbarvení - postup, fialové podbarvení - reorganizace, změna skupiny či soutěže
| Československo (1925 – 1938)             |                              |                           |                           |                           |                           |                           |                           |                           |                           |                           |                           |
| Sezóna                                   | Liga                         | Úroveň                    | Z                         | V                         | R                         | P                         | VG                        | OG                        | +/-                       | B                         | Pozice                    |
| 1925                                     | Asociační liga               | 1                         | 9                         | 4                         | 3                         | 2                         | 21                        | 16                        | +5                        | 11                        | 3.                        |
| 1925/26                                  | Středočeská 1. liga          | 1                         | 22                        | 16                        | 3                         | 3                         | 91                        | 31                        | +60                       | 35                        | 3.                        |
| 1927                                     | Kvalifikační soutěž          | 1                         | 7                         | 2                         | 2                         | 3                         | 17                        | 22                        | -5                        | 6                         | 6.                        |
| 1927/28                                  | Středočeská 1. liga          | 1                         | 12                        | 8                         | 2                         | 2                         | 41                        | 20                        | +21                       | 18                        | 1.                        |
| 1928/29                                  | Středočeská 1. liga          | 1                         | 12                        | 8                         | 2                         | 2                         | 37                        | 17                        | +20                       | 18                        | 2.                        |
| 1929/30                                  | 1. asociační liga            | 1                         | 14                        | 8                         | 0                         | 6                         | 37                        | 36                        | +1                        | 16                        | 3.                        |
| 1930/31                                  | 1. asociační liga            | 1                         | 14                        | 7                         | 0                         | 7                         | 34                        | 20                        | +14                       | 14                        | 4.                        |
| 1931/32                                  | 1. asociační liga            | 1                         | 16                        | 6                         | 4                         | 6                         | 37                        | 30                        | +7                        | 16                        | 5.                        |
| 1932/33                                  | 1. asociační liga            | 1                         | 18                        | 10                        | 1                         | 7                         | 41                        | 33                        | +8                        | 21                        | 4.                        |
| 1933/34                                  | 1. asociační liga            | 1                         | 18                        | 4                         | 4                         | 10                        | 34                        | 46                        | -12                       | 12                        | 9.                        |
| 1934/35                                  | 2. asociační liga            | 2                         | 22                        | 19                        | 2                         | 1                         | 79                        | 20                        | +59                       | 40                        | 1.                        |
| 1935/36                                  | 2. asociační liga            | 2                         | 26                        | 21                        | 3                         | 2                         | 106                       | 35                        | +71                       | 45                        | 1.                        |
| 1936/37                                  | Státní liga                  | 1                         | 22                        | 6                         | 8                         | 8                         | 47                        | 40                        | +7                        | 20                        | 9.                        |
| 1937/38                                  | Státní liga                  | 1                         | 22                        | 9                         | 2                         | 11                        | 36                        | 42                        | -6                        | 20                        | 8.                        |
| 1938/39                                  | Státní liga                  | 1                         | 20                        | 7                         | 3                         | 10                        | 56                        | 60                        | -4                        | 17                        | 8.                        |
| Protektorát Čechy a Morava (1939 – 1944) |                              |                           |                           |                           |                           |                           |                           |                           |                           |                           |                           |
| Sezóna                                   | Liga                         | Úroveň                    | Z                         | V                         | R                         | P                         | VG                        | OG                        | +/-                       | B                         | Pozice                    |
| 1939/40                                  | Národní liga                 | 1                         | 22                        | 7                         | 4                         | 11                        | 48                        | 65                        | -17                       | 18                        | 9.                        |
| 1940/41                                  | Národní liga                 | 1                         | 22                        | 6                         | 4                         | 12                        | 38                        | 70                        | -32                       | 16                        | 11.                       |
| ...                                      |                              |                           |                           |                           |                           |                           |                           |                           |                           |                           |                           |
| 1943/44                                  | Národní liga                 | 1                         | 26                        | 11                        | 4                         | 11                        | 62                        | 73                        | -11                       | 26                        | 5.                        |
| 1944/45                                  | Fotbalová liga se nehrála    | Fotbalová liga se nehrála | Fotbalová liga se nehrála | Fotbalová liga se nehrála | Fotbalová liga se nehrála | Fotbalová liga se nehrála | Fotbalová liga se nehrála | Fotbalová liga se nehrála | Fotbalová liga se nehrála | Fotbalová liga se nehrála | Fotbalová liga se nehrála |
| Československo (1945 – 1993)             |                              |                           |                           |                           |                           |                           |                           |                           |                           |                           |                           |
| Sezóna                                   | Liga                         | Úroveň                    | Z                         | V                         | R                         | P                         | VG                        | OG                        | +/-                       | B                         | Pozice                    |
| 1945/46                                  | Státní liga – sk. B          | 1                         | 18                        | 7                         | 3                         | 8                         | 45                        | 53                        | -8                        | 17                        | 6.                        |
| 1946/47                                  | Státní liga                  | 1                         | 26                        | 5                         | 2                         | 19                        | 45                        | 108                       | -63                       | 12                        | 13.                       |
| ...                                      |                              |                           |                           |                           |                           |                           |                           |                           |                           |                           |                           |
| 1960/61                                  | 2. liga – sk. B              | 2                         | 22                        | 8                         | 5                         | 9                         | 30                        | 32                        | -2                        | 21                        | 7.                        |
| 1961/62                                  | 2. liga – sk. A              | 2                         | 22                        | 6                         | 10                        | 6                         | 33                        | 32                        | +1                        | 22                        | 5.                        |
| 1962/63                                  | 2. liga – sk. B              | 2                         | 26                        | 6                         | 8                         | 12                        | 43                        | 42                        | +1                        | 22                        | 11.                       |
| 1963/64                                  | 2. liga – sk. A              | 2                         | 26                        | 13                        | 1                         | 12                        | 43                        | 43                        | 0                         | 27                        | 9.                        |
| 1964/65                                  | 2. liga – sk. A              | 2                         | 26                        | 12                        | 3                         | 11                        | 39                        | 29                        | +10                       | 27                        | 6.                        |
| 1965/66                                  | 2. liga – sk. A              | 2                         | 26                        | 11                        | 5                         | 10                        | 30                        | 38                        | -8                        | 27                        | 5.                        |
| 1966/67                                  | 2. liga – sk. A              | 2                         | 26                        | 13                        | 8                         | 5                         | 43                        | 28                        | +15                       | 34                        | 2.                        |
| 1967/68                                  | 2. liga – sk. A              | 2                         | 26                        | 8                         | 4                         | 14                        | 31                        | 45                        | -14                       | 20                        | 11.                       |
| 1968/69                                  | Divize A                     | 3                         | 26                        | 17                        | 4                         | 5                         | 57                        | 23                        | +34                       | 38                        | 1.                        |
| 1969/70                                  | 3. liga – sk. A              | 3                         | 30                        | 10                        | 7                         | 13                        | 33                        | 45                        | -12                       | 27                        | 13.                       |
| 1970/71                                  | 3. liga – sk. A              | 3                         | 30                        | 17                        | 7                         | 6                         | 57                        | 29                        | +28                       | 41                        | 4.                        |
| 1971/72                                  | 3. liga – sk. A              | 3                         | 30                        | 18                        | 5                         | 7                         | 51                        | 32                        | +19                       | 41                        | 2.                        |
| 1972/73                                  | 3. liga – sk. A              | 3                         | 30                        | 13                        | 8                         | 9                         | 48                        | 34                        | +14                       | 34                        | 4.                        |
| 1973/74                                  | 3. liga – sk. A              | 3                         | 30                        | 12                        | 9                         | 9                         | 48                        | 38                        | +10                       | 33                        | 6.                        |
| 1974/75                                  | 3. liga – sk. B              | 3                         | 30                        | 10                        | 6                         | 14                        | 35                        | 40                        | -5                        | 26                        | 13.                       |
| 1975/76                                  | 3. liga – sk. A              | 3                         | 30                        | 13                        | 5                         | 12                        | 49                        | 48                        | +1                        | 31                        | 6.                        |
| 1976/77                                  | 3. liga – sk. A              | 3                         | 30                        | 13                        | 13                        | 4                         | 35                        | 14                        | +21                       | 39                        | 2.                        |
| 1977/78                                  | 1. ČNFL – sk. A              | 2                         | 30                        | 13                        | 2                         | 15                        | 30                        | 26                        | +4                        | 28                        | 8.                        |
| 1978/79                                  | 1. ČNFL – sk. A              | 2                         | 30                        | 10                        | 4                         | 16                        | 31                        | 34                        | -3                        | 24                        | 15.                       |
| 1979/80                                  | Divize A                     | 3                         | 30                        | 21                        | 3                         | 6                         | 72                        | 23                        | +49                       | 45                        | 2.                        |
| 1980/81                                  | Divize B                     | 3                         | 30                        | 9                         | 10                        | 11                        | 33                        | 45                        | -12                       | 28                        | 2.                        |
| 1981/82                                  | 2. ČNFL – sk. B              | 3                         | 30                        | 9                         | 10                        | 11                        | 33                        | 45                        | -12                       | 28                        | 12.                       |
| 1982/83                                  | 2. ČNFL – sk. B              | 3                         | 30                        | 10                        | 7                         | 13                        | 44                        | 53                        | -9                        | 27                        | 13.                       |
| 1983/84                                  | 2. ČNFL – sk. A              | 3                         | 30                        | 9                         | 10                        | 11                        | 38                        | 44                        | -6                        | 28                        | 10.                       |
| 1984/85                                  | 2. ČNFL – sk. A              | 3                         | 30                        | 9                         | 10                        | 11                        | 38                        | 43                        | -5                        | 28                        | 12.                       |
| 1985/86                                  | 2. ČNFL – sk. A              | 3                         | 30                        | 10                        | 8                         | 12                        | 46                        | 46                        | 0                         | 28                        | 11.                       |
| 1986/87                                  | 2. ČNFL – sk. A              | 3                         | 30                        | 11                        | 7                         | 12                        | 42                        | 53                        | -11                       | 33                        | 12.                       |
| 1987/88                                  | 2. ČNFL – sk. A              | 3                         | 30                        | 8                         | 10                        | 12                        | 31                        | 45                        | -14                       | 26                        | 15.                       |
| 1988/89                                  | 2. ČNFL – sk. B              | 3                         | 30                        | 6                         | 7                         | 17                        | 35                        | 66                        | -31                       | 19                        | 16.                       |
| 1989/90                                  | Divize A                     | 4                         | 30                        | 17                        | 5                         | 8                         | 59                        | 42                        | +17                       | 39                        | 2.                        |
| 1990/91                                  | Divize B                     | 4                         | 30                        | 18                        | 8                         | 4                         | 60                        | 21                        | +39                       | 44                        | 1.                        |
| 1991/92                                  | Česká fotbalová liga         | 3                         | 30                        | 17                        | 6                         | 11                        | 65                        | 55                        | +10                       | 40                        | 5.                        |
| 1992/93                                  | Českomoravská fotbalová liga | 2                         | 30                        | 14                        | 12                        | 4                         | 45                        | 17                        | +28                       | 40                        | 1.                        |
| Česko (1993 – )                          |                              |                           |                           |                           |                           |                           |                           |                           |                           |                           |                           |
| Sezóna                                   | Liga                         | Úroveň                    | Z                         | V                         | R                         | P                         | VG                        | OG                        | +/-                       | B                         | Pozice                    |
| 1993/94                                  | 1. liga                      | 1                         | 30                        | 12                        | 9                         | 9                         | 40                        | 28                        | +12                       | 33                        | 8.                        |
| 1994/95                                  | 1. liga                      | 1                         | 30                        | 15                        | 4                         | 11                        | 61                        | 38                        | +23                       | 49                        | 5.                        |
| 1995/96                                  | 1. liga                      | 1                         | 30                        | 9                         | 10                        | 11                        | 38                        | 43                        | -5                        | 37                        | 10.                       |
| 1996/97                                  | 1. liga                      | 1                         | 30                        | 6                         | 11                        | 13                        | 17                        | 33                        | -16                       | 29                        | 12.                       |
| 1997/98                                  | Gambrinus liga               | 1                         | 30                        | 11                        | 6                         | 13                        | 26                        | 34                        | -8                        | 39                        | 8.                        |
| 1998/99                                  | Gambrinus liga               | 1                         | 30                        | 11                        | 5                         | 14                        | 31                        | 47                        | -16                       | 38                        | 10.                       |
| 1999/00                                  | Gambrinus liga               | 1                         | 30                        | 9                         | 10                        | 11                        | 37                        | 41                        | -4                        | 37                        | 9.                        |
| 2000/01                                  | Gambrinus liga               | 1                         | 30                        | 12                        | 10                        | 8                         | 45                        | 40                        | +5                        | 46                        | 5.                        |
| 2001/02                                  | Gambrinus liga               | 1                         | 30                        | 19                        | 6                         | 5                         | 42                        | 20                        | +22                       | 63                        | 3.                        |
| 2002/03                                  | Gambrinus liga               | 1                         | 30                        | 14                        | 8                         | 8                         | 38                        | 33                        | +5                        | 50                        | 3.                        |
| 2003/04                                  | Gambrinus liga               | 1                         | 30                        | 6                         | 9                         | 15                        | 18                        | 34                        | -16                       | 27                        | 15.                       |
| 2004/05                                  | 2. liga                      | 2                         | 29                        | 15                        | 4                         | 10                        | 46                        | 38                        | +8                        | 34                        | 7.                        |
| 2005/06                                  | 2. liga                      | 2                         | 30                        | 12                        | 10                        | 8                         | 42                        | 33                        | +9                        | 46                        | 5.                        |
| 2006/07                                  | 2. liga                      | 2                         | 30                        | 19                        | 7                         | 4                         | 55                        | 23                        | +32                       | 64                        | 1.                        |
| 2007/08                                  | Gambrinus liga               | 1                         | 30                        | 10                        | 7                         | 13                        | 35                        | 48                        | -13                       | 37                        | 10.                       |
| 2008/09                                  | Gambrinus liga               | 1                         | 30                        | 5                         | 7                         | 19                        | 27                        | 45                        | -18                       | 22                        | 16.                       |
| 2009/10                                  | 2. liga                      | 2                         | 30                        | 13                        | 7                         | 10                        | 42                        | 41                        | +1                        | 46                        | 5.                        |
| 2010/11                                  | 2. liga                      | 2                         | 30                        | 16                        | 7                         | 7                         | 44                        | 31                        | +13                       | 55                        | 2.                        |
| 2011/12                                  | Gambrinus liga               | 1                         | 30                        | 5                         | 4                         | 21                        | 23                        | 55                        | -32                       | 19                        | 16.                       |
| 2012/13                                  | Fotbalová národní liga       | 2                         | 30                        | 12                        | 9                         | 9                         | 38                        | 30                        | +8                        | 45                        | 8.                        |
| 2013/14                                  | Fotbalová národní liga       | 2                         | 30                        | 14                        | 5                         | 11                        | 39                        | 30                        | +9                        | 47                        | 5.                        |
| 2014/15                                  | Fotbalová národní liga       | 2                         | 30                        | 16                        | 7                         | 7                         | 50                        | 23                        | +27                       | 55                        | 4.                        |
| 2015/16                                  | Česká fotbalová liga         | 3                         | 36                        | 24                        | 1 / 5                     | 6                         | 87                        | 32                        | +55                       | 79                        | 3.                        |
| 2016/17                                  | Fotbalová národní liga       | 2                         | 30                        | 10                        | 9                         | 11                        | 49                        | 41                        | +8                        | 36                        | 9.                        |
| 2017/18                                  | Fotbalová národní liga       | 2                         | 30                        | 10                        | 5                         | 15                        | 42                        | 52                        | −10                       | 35                        | 12.                       |
| 2018/19                                  | Fotbalová národní liga       | 2                         | 30                        | 7                         | 6                         | 17                        | 33                        | 59                        | −26                       | 27                        | 14.                       |
| 2019/20                                  | Fotbalová národní liga       | 2                         | 30                        | 15                        | 4                         | 11                        | 45                        | 40                        | +5                        | 49                        | 5.                        |
| 2020/21                                  | Fotbalová národní liga       | 2                         | 26                        | 13                        | 3                         | 10                        | 42                        | 38                        | +6                        | 42                        | 4.                        |
| 2021/22                                  | Fotbalová národní liga       | 2                         | 30                        | 3                         | 9                         | 18                        | 29                        | 52                        | −23                       | 18                        | 16.                       |
| 2022/23                                  | Česká fotbalová liga         | 3                         | 30                        | 22                        | 6                         | 2                         | 66                        | 19                        | +47                       | 72                        | 1.                        |
| 2023/24                                  | Fotbalová národní liga       | 2                         | 30                        | 11                        | 6                         | 13                        | 44                        | 51                        | -7                        | 39                        | 8.                        |
| 2024/25                                  | Fotbalová národní liga       | 2                         | 30                        | 11                        | 6                         | 13                        | 51                        | 49                        | +2                        | 39                        | 9.                        |

Poznámky:
- 1976/77: Po sezóně proběhla reorganizace nižších soutěží, 3. liga byla zrušena − prvních 9 mužstev postupovalo do 1. ČNFL (2. nejvyšší soutěž), zbylá mužstva sestoupila do příslušných divizních skupin (nově 3. nejvyšší soutěž).
- 2014/15: Klubu byla odebrána druholigová licence kvůli neuhrazeným dluhům.
- 2015/16: Od sezony 2014/15 se hraje v ČFL tímto způsobem: Pokud zápas skončí nerozhodně, kope se penaltový rozstřel. Jeho vítěz bere 2 body, poražený pak jeden bod. Za výhru po 90 minutách jsou 3 body, za prohru po 90 minutách není žádný bod.
- 2015/16: Vítěz ČFL SK Viktorie Jirny odmítl postup do FNL a druhý tým SK Zápy nedostal profesionální licenci nutnou pro postup do FNL, postup tak byl nabídnut třetímu Žižkovu, jenž splnil všechny požadavky.
- 2016/17: Dne 7. 3. 2017 byly Viktorii Žižkov v tabulce odečteny 3 body za neuhrazení splatných dluhů vůči FAČR.

## Přehled výsledků v evropských pohárech
Zdroj: 
| Sezóna  | Soutěž               | Kolo        | Klub                 | Skóre               | Branky                                     |
| ------- | -------------------- | ----------- | -------------------- | ------------------- | ------------------------------------------ |
| 1928    | Středoevropský pohár | Čtvrtfinále | HŠK Građanski Zagreb | 8:4 (6:1, 2:3)      |                                            |
| 1928    | Středoevropský pohár | Semifinále  | SK Rapid Wien        | 7:9 (4:3, 2:3, 1:3) |                                            |
| 1994/95 | Pohár vítězů pohárů  | Předkolo    | IFK Norrköping       | 4:3 (1:0, 3:3)      | Poborský, Trval, Kordule, Vrabec (z pen.)  |
| 1994/95 | Pohár vítězů pohárů  | 1. kolo     | Chelsea FC           | 2:4 (2:4, 0:0)      | Majoroš                                    |
| 2001/02 | Pohár UEFA           | 1. kolo     | FC Tirol Innsbruck   | 0:1 (0:0, 0:1)      |                                            |
| 2002/03 | Pohár UEFA           | Předkolo    | SP Domagnano         | 5:0 (2:0, 3:0)      | Sabou, Stracený, Chihuri, Janoušek, Krutý  |
| 2002/03 | Pohár UEFA           | 1. kolo     | Rangers FC           | 3:3 (2:0, 1:3 PP)   | Pikl, Stracený, Marcel Lička               |
| 2002/03 | Pohár UEFA           | 2. kolo     | Real Betis           | 0:4 (0:1, 0:3)      |                                            |
| 2003/04 | Pohár UEFA           | Předkolo    | FC Astana            | 6:1 (3:0, 3:1)      | Dirnbach, Chihuri, Mikolanda, Pikl, Oravec |
| 2003/04 | Pohár UEFA           | 1. kolo     | Brøndby IF           | 0:2 (0:1, 0:1)      |                                            |